# 球面折射
球面折射的规律是多数光学镜头设计中的基本规律，因为许多复杂的光学镜头，都由一系列球面组成的。

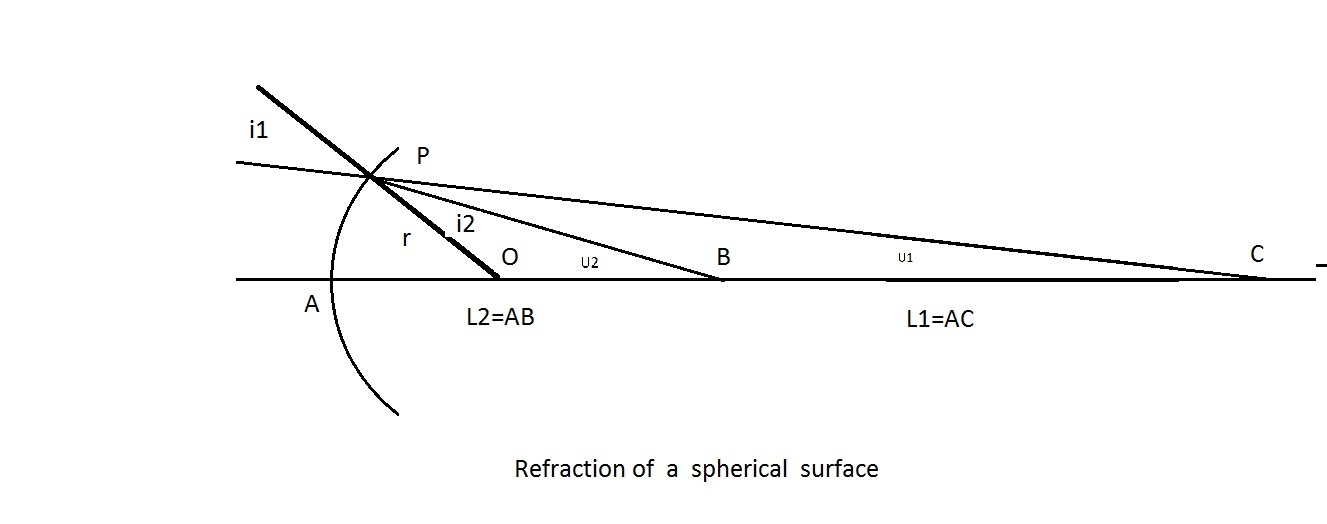
光的球面折射

图中PA 是一个球面，球心为O，半径为r。光轴为AOBC
入射光线在P点与球面相交，入射线与球面的垂直线交角为i1，入射线的延长线与光轴相交于C，交角为U1；
折射线与光轴相交于B点，交角为U2。
AC=L1，AB=L2
在球面左边介质的折射系数=N1，在球面右边的介质的折射系数=N2
在入射线、垂直线、光轴形成的三角形OPC中，根據正弦定理
{\displaystyle {\frac {sin(i1)}{OC}}={\frac {sin(U1)}{r}}}
由于OC=L1-r
{\displaystyle {\frac {sin(i1)}{L1-r}}={\frac {sin(U1)}{r}}}……………………(1)
在（折射线、垂直线、光轴），三角形OPB中，
{\displaystyle {\frac {sin(i2)}{OB}}={\frac {sin(U2)}{r}}}
因OB=L2-r
{\displaystyle {\frac {sin(i2)}{L2-r}}={\frac {sin(U2)}{r}}}……………………(2)
显然  U1+i1=U2+i2…………………………………………(3)
又根据光的折射定律
sin(i1)*N1=sin(i2)*N2 …………………………………………(4)
方程组 1至 4 乃是最常用的球面折射的基本三角函数方程组  。
一些比较全面的光学设计专著指出，当球面的半径很大时，r→无穷，式（1）、（2）不确定，需换其他公式

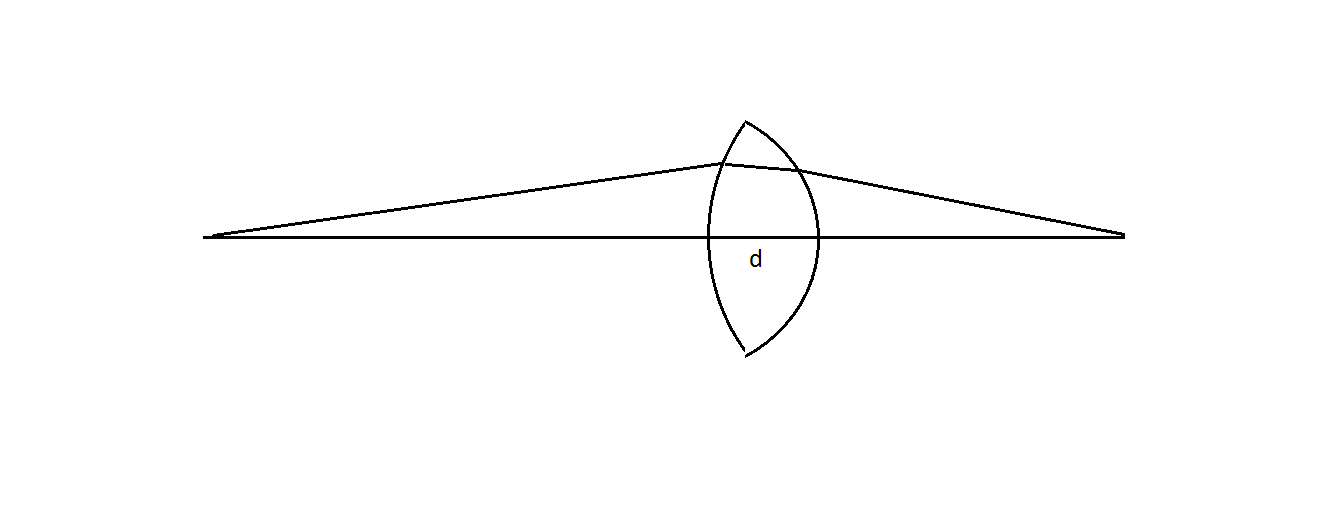
透镜的光路计算

由球面系统组成的光线镜头的光路计算就是反复运用球面折射的基本三角函数方程组，不加简化，逐个球面追算光线与光轴的交角和像距。例如一个单透镜包括两个球面，需两次运用球面折射的基本三角函数方程组。在电子计算机出现之前，多以 8至10位对数表和三角函数表进行手工计算。近代有多种光路计算的软件。

## 近轴公式
从球面折射的基本三角函数方程组可以推得。
（L1-r)*sin(U1)*N1=(L2-r)*sin(U2)*N2…………………………（5）
当U1、U2很小，则
sin(U1)≈Ul
sin(U2)≈U2

这时 （5）式可简化为
（L1-r)*U1*N1=(L2-r)*U2*N2…………………………（6）
令  {\displaystyle U1={\frac {y}{L1}}}
{\displaystyle U2={\frac {y}{L2}}}
(6)式化简为
{\displaystyle N1*{\frac {L1-r}{L1}}=N2*{\frac {L2-r}{L2}}}
即：
{\displaystyle {\frac {N2}{L2}}-{\frac {N1}{L1}}={\frac {N2-N1}{r}}}………………(7)。